# Osthimosia avicularis
Osthimosia avicularis is een mosdiertjessoort uit de familie van de Celleporidae. De wetenschappelijke naam van de soort is voor het eerst geldig gepubliceerd in 1989 door Gordon.